# Střelná rána

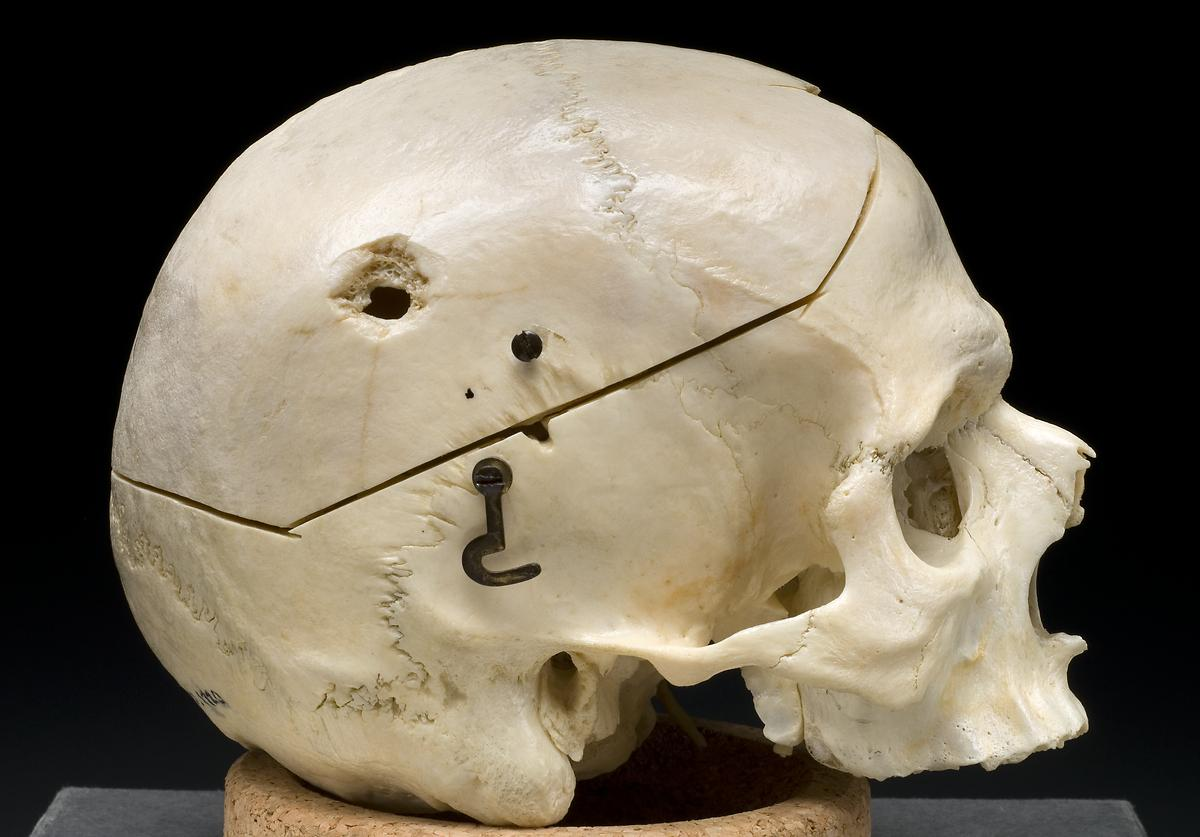
Mužská lebka s patrným výstřelem v oblasti parietální kosti

Střelná rána (latinsky vulnus sclopetarium) je zranění způsobené rychle se pohybujícím projektilem. Obvykle jde o projektil z běžné palné zbraně, střelnou, respektive střelně-bodnou, ránu však může způsobit i vystřelený šíp.
Rozeznáváme vstřel, střelný kanál a výstřel. Rána, která má vstřel i výstřel (projektil tělem prošel), se nazývá průstřel. Střelné rány jsou primárně infikované, jelikož projektil zanáší mikroorganismy hluboko do tkání. Střelná rána může být smrtelná, ale není to pravidlem. Několik lidí přežilo střelnou ránu i do lebky. Ale tyto případy dopadají většinou ochrnutím či jinými poruchami.

## Zásah střelou a první pomoc

### Palná zbraň
Vzhledem k procentu vody v lidském organismu se tělo částečně chová jako kapalina. Střela se v těle deformuje a zvětšuje svůj průměr. Velice nebezpečný je pohyb orgánů vyvolaný průnikem střely. Orgány se od sebe vzdalují i na velkou vzdálenost a poté se vracejí.

#### První pomoc
Okamžitě je nutné uložit do protišokové polohy a zavolat záchrannou službu a policii. V žádném případě se nesmí zasahovat do rány. Je-li to možné, je třeba zastavit krvácení (včetně stlačení). Ideální je sterilně přikrýt ránu. Nepoužívá se dezinfekce, zejména peroxid vodíku.

### Šípová zbraň
Šíp (respektive šipka např. z kuše.) obvykle zůstává po zásahu v ráně. Protože má nižší energii než střela z palné zbraně, zanechává menší škody, pokud nezasáhne důležitý orgán.

#### První pomoc
Okamžitě je nutné volat záchrannou službu.
Šíp se z rány nevytahuje – v případě zasažení cévy či orgánu zde může působit jako ucpávka bránící vykrvácení. Okolo šípu je vhodné přiložit sterilní obvazy. Netlačí se silou.